# رأس الحانوت
رأس حانوت هو أحد أشهر البهارات المعروفة في المنطقة المغاربية بشمال أفريقيا. ويستعمل في أغلب الأكلات حيث يعطيها نكهة لذيذة. ويقع إعداده من عدة توابل يختلف عددها بين أربعة وسبعة. هذه التوابل هي: التابل والكروياء والزنجبيل والقرفة والفلفل الأسود والكركم وشوش ورد. حيث تطحن معاً للحصول على مسحوق، توضع منه مقادير معينة في الطعام قبيل نضجه.

## مكونات توابل راس الحانوت المغربي
بالنسبة لراس الحانوت من كتاب شميشة
بسيبسة، زنجبيل، عواد لسان الطير، فلفل الأسود، فلفل أبيض، الكركم، قرفة، قرنفل، كوزة غليظة، عودالفلفل أو ظهر فلفل، البضيان،قاع قلة، حبة حلاوة، النافع، زنجلان، زعفران حر، مسكة حرة، الكبابة، الورد الفيلالي، الحلبة.

## مكونات توابل راس الحانوت التونسي
مكونات توابل راس الحانوت التونسي
- الزنجبيل المطحون.
- الكزبرة المطحونة.
- مسحوق الفلفل الحار.
- الفلفل الأحمر.
- الكمون المطحون.
- القرفة المطحونة.
- الفلفل الأسود المطحون.
- الكركم المطحون.
- صولجان مطحون.
- جوزة الطيب المطحونة.
- الحبهان المطحون.
- المن بذور الشمر.
- اليانسون.
- الحلبة.
- الفلفل الأحمر الحراق.
- ورق اللوري.

## مكونات توابل راس الحانوت الجزائري
إحدى الوصفات من مطبخ ام وسيم
| - كزبرة يابس - حبة حلاوة - كروية - كركم أو عرق الاصفر | - فلفل أسود - زعفران - زنجبيل - شواوشي الورد | - الكمامة - قرفة عواد - قنطس - نجمات |